# 국도 제66호선 (미국)

66번 국도

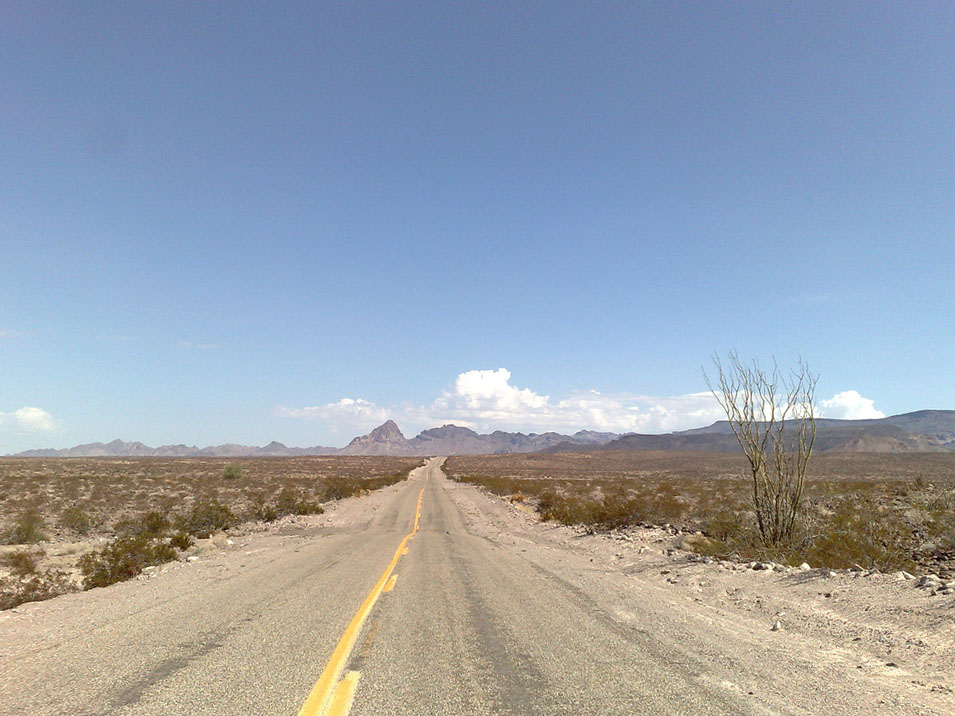
2007년 당시 촬영한 애리조나주 오트맨을 통과하고 있는 구 US 66의 모습

미국 국도 제66호선(영어: US Route 66)은 미국의 일리노이주 시카고에서 캘리포니아주 로스앤젤레스군 산타모니카를 잇는 길이 3,945km의 국도이다.
1926년 11월 26일에 완공되었으며, 미국의 고속도로에 지정되었으나 1985년 6월 27일 지정 해제(폐쇄)되었다. 당시 미국 최초의 대륙횡단(동-서) 고속도로 중 하나였으며, 미국 경제불황기에 미국 국민들이 서부로 이주하면서 중간중간에 작은 상점들이 생겨나기 시작했다. 또한, 많은 영화와 뮤직비디오의 무대가 되기도 하였다.
1985년 미국 지도에서 삭제되었으나, 2003년 66번 국도의 복원이 마무리되었다. 현재는 주로 관광객들이 이용하거나 옛 추억을 떠올리는 미국인들이 가장 많이 찾는 미국 국도로 이용되고 있다.
윌 로저스 고속도로(Will Rogers Highway), 미국 메인 스트리트(Main Street of America) 또는 모로(Mother Road)이라는 명칭으로도 잘 알려져 있다.

## 기타
- 66번 국도는 8개의 주를 통과한다. (일리노이주-미주리주-캔자스주-오클라호마주-텍사스주-뉴멕시코주-애리조나주-캘리포니아주)
- 일리노이주 시카고에는 루트 66 명예의 전당이 있다. 루트 66 명예의 전당은 루트 66 협회에서 66번 국도가 미국의 경제발전을 공헌한 것을 기리기 위하여 설립하였다.
- 블리자드 엔터테인먼트의 오버워치의 영웅 맥크리와 맵 66번 국도의 배경이다.[모호한 표현]

## 미디어
- KBS 1TV : 《걸어서 세계속으로》

## 같이 보기
- 중국 312번 국도